# Experimento de los pequeños dinamarqueses
El experimento de los pequeños dinamarqueses, también conocido simplemente como el experimento (en danés: eksperimentet), fue una operación danesa de 1951 en la que participaron 22 niños inuit de Groenlandia (conocidos como "niños del experimento"; en danés: eksperimentbørn) quienes fueron enviados a familias de acogida danesas en un intento de reeducarlos como "pequeños daneses". Aunque se suponía que todos los niños eran huérfanos, la mayoría no lo eran. Seis niños fueron adoptados mientras estaban en Dinamarca y dieciséis regresaron a Groenlandia, sólo para ser colocados en orfanatos de habla danesa y nunca volver a vivir con sus familias. La mitad de los niños experimentaron trastornos de salud mental y la otra mitad murió en la temprana edad adulta. El gobierno de Dinamarca se disculpó oficialmente en 2020, después de varios años de demandas por parte de los funcionarios groenlandeses.

## Antecedentes
Después de la Segunda Guerra Mundial, los funcionarios del gobierno danés y las organizaciones no gubernamentales creyeron que la sociedad groenlandesa estaba subdesarrollada y buscaron rediseñarla. Junto con la Cruz Roja y Save the Children, fabricaron un experimento para crear un sistema en el que los niños groenlandeses serían llevados al continente danés, aprenderían danés, serían acogidos por familias danesas y luego regresarían a Groenlandia como "pequeños daneses": una población que se convertiría, según la investigadora de estudios coloniales Claire Louise McLisky, en la "nueva clase gobernante de los groenlandeses". Los niños debían ser seleccionados por sacerdotes groenlandeses según ciertos criterios: tener alrededor de seis años, no tener discapacidades mentales o físicas y ser ser huérfanos.

## Experimento

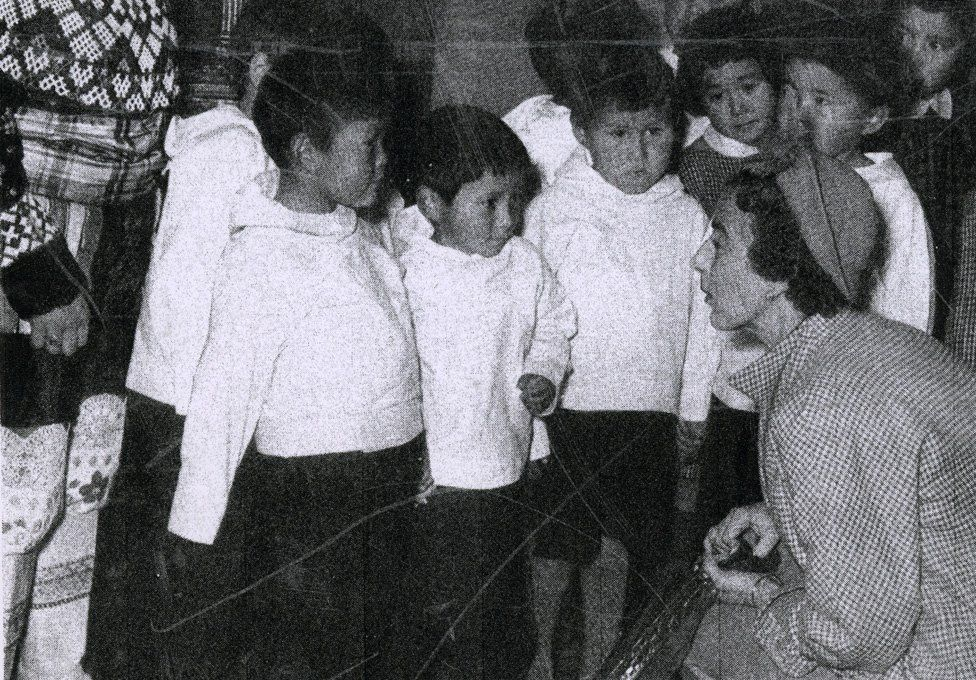
La reina Ingrid visitando Fedgaarden en 1951.

Aunque se suponía que los participantes seleccionados eran todos huérfanos y de unos seis años de edad, los sacerdotes no pudieron encontrar suficientes niños calificados. Como resultado, sólo seis eran huérfanos y uno de los niños tenía nueve años cuando comenzó el experimento. Una vez realizadas las selecciones, el MS Disko partió de Nuuk en mayo de 1951 transportando a 22 niños inuit de Groenlandia: trece niños y nueve niñas. Pronto llegaron a Copenhague, Dinamarca, un país del que Helene Thiesen, uno de los niños, "nunca había oído hablar antes". Después de ser trasladados a un llamado campamento de vacaciones en Fedgaarden, operado por Save the Children, fueron puestos inmediatamente en cuarentena por temor a que fueran portadores de enfermedades contagiosas. Esta cuarentena duró todo el verano; allí, Thiesen desarrolló un eczema. La reina de Dinamarca, Ingrid, visitó el campamento y se tomó fotografías con los niños. Thiesen dijo que "no entendió nada" de la visita de la reina, y que su malestar general por el experimento se reflejaba en la foto, en la que "ninguno de nosotros está sonriendo".
Los niños fueron luego colocados en familias de acogida danesas durante más de un año. Allí aprendieron el idioma danés y olvidaron el kalaallisut. Se suponía que serían enviados de regreso a Nuuk después de unos seis meses, pero la construcción del orfanato por parte del programa se estancó, y durante el transcurso de su estadía de un año en Dinamarca, seis de ellos fueron adoptados por familias danesas.

## Secuelas y disculpas

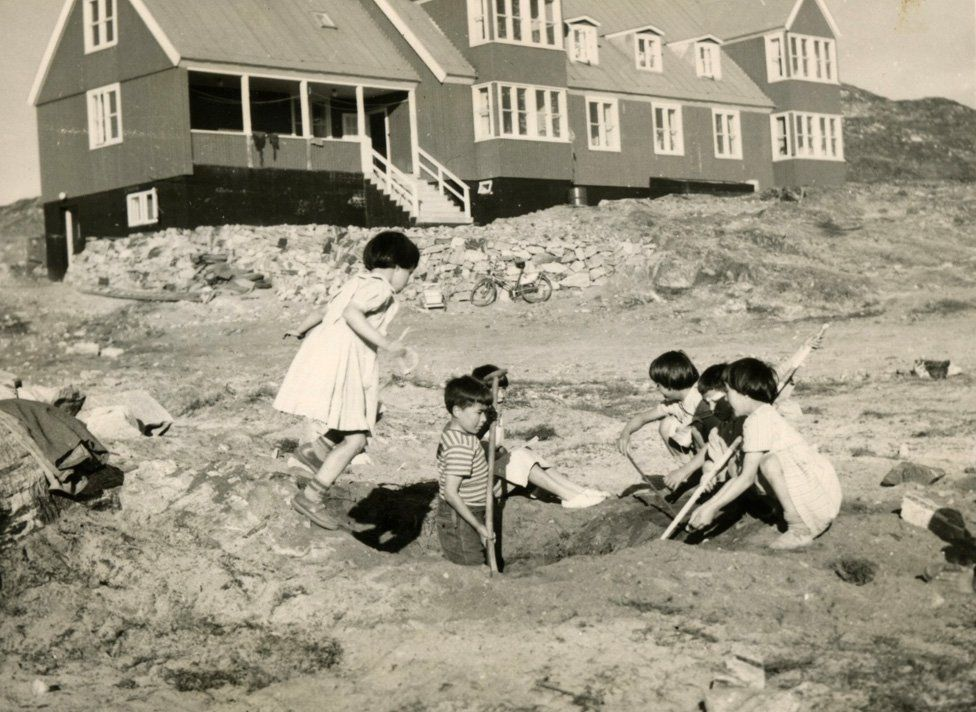
Niños jugando en el orfanato de Groenlandia.

Dieciséis niños regresaron a Groenlandia, mientras que seis fueron adoptados por familias danesas. Los que regresaron a Groenlandia eran "de primera clase", según documentos de archivo. Ninguno de ellos volvería a vivir con sus familias, y aunque pudieran hacerlo, ya no podrían hablar el mismo idioma. Los colocaron en un orfanato y sólo se les permitió (junto con el personal inuit groenlandés) hablar danés; esta política tenía como objetivo transmitir a los niños los "beneficios" de vivir en danés. En 1960, todos los niños habían abandonado el orfanato y dieciséis de los 22 niños vivieron fuera de Groenlandia durante la mayor parte de sus vidas. Aproximadamente la mitad de los niños experimentaron trastornos mentales, abuso de sustancias e intentos de suicidio a lo largo de sus vidas, y la mitad de los niños murieron en la edad adulta temprana. Experimentaron un amplio aislamiento cultural y alienación social, y Thiesen dijo que "perdieron su sentido de propósito en la vida". En los años 1960 y 1970 se llevaron a cabo formas modificadas del experimento, en las que los niños iban a Dinamarca sólo por un corto tiempo y luego eran devueltos a sus familias; estos experimentos también afectaron negativamente a los niños.
En 1996, un archivista danés le dijo a Thiesen por primera vez que había participado en un experimento y, en 1998, la Cruz Roja danesa compartió su "pesar" por ello. En 2009, el primer ministro de Groenlandia, Kuupik Kleist, exigió una disculpa del gobierno danés, diciendo que el experimento es un "caso colonial clásico". Los socialdemócratas de Dinamarca también exigieron lo mismo, calificándolo de "capítulo negro" para la nación, y pidieron que se creara una comisión investigadora del experimento. A pesar de estos llamamientos, Lars Løkke Rasmussen, el primer ministro de Dinamarca, no pidió disculpas, sino que dijo: "La historia no se puede cambiar. El gobierno considera el período colonial como una parte cerrada de nuestra historia compartida. Debemos estar satisfechos con el hecho de que los tiempos hayan cambiado". Por el contrario, Save the Children se disculpó por el experimento, aunque también dijo que es posible que hayan destruido intencionalmente sus documentos relacionados con él; se disculpó de nuevo en 2015, y el secretario general dijo que "nunca entrarán en una cooperación de esta naturaleza con las autoridades". Así como Rasmussen se negó a disculparse, también lo hicieron los primeros ministros de Dinamarca que le siguieron, y Helle Thorning-Schmidt se negó a participar en una investigación. En 2019, dos miembros groenlandeses del Folketing presentaron demandas: Aaja Chemnitz Larsen (Inuit Ataqatigiit) exigió que se presentara una disculpa, e Ineqi Kielsen (Siumut) exigió que se creara una comisión investigadora. A raíz de la petición de Kielsen, Rasmussen acordó con el primer ministro groenlandés Kim Kielsen crear una comisión, aunque nuevamente se negó a disculparse.
Al año siguiente, tras la espera del informe de la comisión, el gobierno danés, encabezado por su primera ministra Mette Frederiksen, ofreció una disculpa formal por el pequeño experimento realizado con los ciudadanos daneses. Solo permanecieron con vida seis participantes del experimento, entre los cuales se encontraba Helene Thiesen, quien en ese momento contaba con 76 años y había abogado por su reconocimiento oficial. En diciembre de 2021, los sobrevivientes interpusieron una demanda contra Dinamarca por un monto de 250.000 coronas (38.000 dólares) en concepto de indemnización, argumentando "la violación de la legislación danesa vigente y de los derechos humanos". Astrid Krag, ministra danesa de Asuntos Sociales, manifestó que el gobierno se encontraba "en diálogo" con los abogados de los demandantes, aunque subrayó que el aspecto más relevante para Dinamarca "ha sido una disculpa oficial". En marzo de 2022, el gobierno comunicó que los seis miembros sobrevivientes del experimento recibirían una disculpa en persona del primer ministro, así como la compensación solicitada de 250.000 coronas; Frederiksen viajó a Nuuk para disculparse en un discurso.